# Ејмори (Мисисипи)
Ејмори (енгл. Amory) град је у америчкој савезној држави Мисисипи.

## Демографија
По попису из 2010. године број становника је 7.316, што је 360 (5,2%) становника више него 2000. године.
| Група             | 2000.         | 2010.         |
| Белци             | 4.829 (69,4%) | 5.024 (68,7%) |
| Афроамериканци    | 2.030 (29,2%) | 2.119 (29,0%) |
| Азијати           | 4 (0,1%)      | 14 (0,2%)     |
| Хиспаноамериканци | 55 (0,8%)     | 106 (1,4%)    |
| Укупно            | 6.956         | 7.316         |